# Bóng chày tại Đại hội Thể thao Đông Nam Á
Bóng chày không phải là môn thể thao thường xuyên trong chương trình tại Đại hội thể thao Đông Nam Á, nhưng đã được tổ chức là một môn tranh huy chương các kỳ đại hội năm 2005 và 2007, sau đó là vào năm 2011 và 2019 .

## Kết quả qua các kì
| Năm  | Chủ nhà      | Trận tranh HC vàng | Trận tranh HC vàng      | Trận tranh HC vàng | Trận tranh HC đồng | Trận tranh HC đồng      | Trận tranh HC đồng |
| Năm  | Chủ nhà      | Vàng               | Tỉ số                   | Bạc                | Đồng               | Tỉ số                   | Xếp thứ 4          |
| ---- | ------------ | ------------------ | ----------------------- | ------------------ | ------------------ | ----------------------- | ------------------ |
| 2005 | Manila       | · Philippines ·    | 11–0                    | · Thái Lan ·       | · Indonesia ·      | 3–2                     | · Myanmar ·        |
| 2007 | Pathum Thani | · Thái Lan ·       | (kết quả đấu vòng tròn) | · Philippines ·    | · Indonesia ·      | (kết quả đấu vòng tròn) | · Myanmar ·        |
| 2011 | Palembang    | · Philippines ·    | 2–0                     | · Indonesia ·      | · Thái Lan ·       | 12–4                    | · Việt Nam ·       |
| 2019 | Mabalacat    | · Philippines ·    | 15–2                    | · Thái Lan ·       | · Indonesia ·      | 10–4                    | · Singapore ·      |
| 2025 | Pathum Thani | Chưa diễn ra       |                         | Chưa diễn ra       | Chưa diễn ra       |                         | Chưa diễn ra       |

## Các quốc gia tham gia
| Đội tuyển       | 2005   | 2007   | 2011   | 2019   | Số kì tham gia |
| --------------- | ------ | ------ | ------ | ------ | -------------- |
| Campuchia       |        | Hạng 6 |        | Hạng 5 | 2              |
| Indonesia       | HCĐ    | HCĐ    | HCB    | HCĐ    | 4              |
| Malaysia        | Hạng 5 | Hạng 5 | Hạng 5 |        | 3              |
| Myanmar         | Hạng 4 | Hạng 4 |        |        | 2              |
| Philippines     | HCV    | HCB    | HCV    | HCV    | 4              |
| Singapore       |        |        |        | Hạng 4 | 1              |
| Thái Lan        | HCB    | 1st    | HCĐ    | HCB    | 4              |
| Việt Nam        |        |        | Hạng 4 |        | 1              |
| Số đội tham gia | 5      | 6      | 5      | 5      |                |